# 袴田英利
袴田 英利（はかまだ ひでとし、1955年8月13日 - 2025年2月8日）は、静岡県静岡市葵区出身のプロ野球選手（捕手）、コーチ。

## 経歴
静岡市立大里中学校時代は県大会で優勝。静岡高に進学が内定していたが、袴田の父親と静岡県自動車工業高等学校の校長が高校時代の同期で口説き落とされて自動車工に進んだ。自動車工では捕手、四番打者として1973年の全国高等学校野球選手権静岡大会で決勝に進出するが、後に大学同期となる植松精一らのいた静岡高に敗退。同年ドラフト3位でロッテオリオンズに指名されるも入団せず。
進学した法政大学には、2年上に中西清治、土屋恵三郎、同期にウィリー木原（大昭和製紙）といった好捕手がいたが、競争を勝ち抜き2年生時の1975年春季リーグから定位置を獲得。江川卓のほか中林千年（松江商出身）や鎗田英男（熊谷商出身）ら同期の投手陣、1年上の船木千代美投手（秋田市立高出身）らとバッテリーを組み、1年上の高代延博、同期の植松、金光興二、島本啓次郎、下級生の居郷肇といった選手たちとともに法政黄金時代を築いた。東京六大学野球リーグでは5回の優勝を経験、1976年から明治神宮野球大会で2年連続優勝。リーグ通算89試合出場、287打数86安打、打率.300、6本塁打、43打点。ベストナイン（捕手）4回。1975年、1976年には日米大学野球選手権大会日本代表に選出された。
1978年、ドラフト1位でロッテに入団。即戦力として期待された。
1979年には開幕から先発マスクを被る。同年は12試合に先発するが、高橋博士、土肥健二両捕手の壁をなかなか破れず、二軍暮らしが長かった。
1981年にはチームが前期優勝、日本ハムとのプレーオフで第3戦のみマスクを被ったが、1勝3敗1分で敗退した。
1982年に頭角をあらわし86試合に先発出場。
1984年には規定打席（23位、打率.259）にも達して、レギュラーポジションを確実なものとする。以後、派手さはないものの、堅実なリードとファイト溢れるプレーで、チームの中心選手として活躍した。オールスターゲーム出場2回（1982年と1985年の2度、いずれも江川とは対戦機会皆無だった）。
前述のように堅実なリードが売りの一つであったが、プロ入り当初は、ある試合で仁科時成とバッテリーを組んだ際、出すサインのほとんどに首を振られショックを受けたという。そのショックをバネにリード力を向上させ、リードの奥深さを知ることができたという。袴田は「（僕がここまでになれたのは）仁科さんに出会えたから。僕がレギュラーになってからロッテの投手陣で僕のサインに最も首を振らなかったのが仁科さんだった。あの仁科さんが、僕のことを信頼し、任せてくれた。最初のことがあっただけに、ものすごく嬉しかった。」と振り返っている。
また、村田兆治とバッテリーを組んだ際には、ノーサインで受けることが大半だったという。これについて袴田は、「村田さんの視力が悪かったこともあり、サインと違うボールが来ることが多かったため、先入観の入らないノーサインのほうがいいと思った。」と振り返っている。また、これについて大矢明彦は、日米野球で村田からノーサインでの捕球を求められて、「袴田はよくこの球を捕れるなと頭の下がる思いだった」と評している。
1989年には福澤洋一が入団したことで出場機会が減少。
1990年にコーチ兼任となり、同年限りで現役引退。やはり同じく引退する村田兆治のラスト登板にて、久々の一軍先発捕手として出場した試合が自身にとっても最後となった。これは村田からの「俺のキャッチャーはお前以外にいないんだ。だから俺と共に去るんだ」「お前とじゃなきゃ終われないんだよ」という指名によるものだった。試合後、袴田は村田に報道陣が群がるのを尻目に一人泣きながらベンチに戻りかけた。これに気付いた記者から「やはり村田さんが引退となると寂しいですか？」と聞かれ、「ていうか僕も今日で引退なんです」と答えている。
引退の原因の一つは、ラルフ・ブライアントの体当たりスライディングをまともに受けた打撲による負傷である。この負傷の際、川崎球場の高齢の当直医が登場する際の仕草がおかしかったため、後に珍プレー特集で放映され、スタジオが大いに沸き、その後も毎年「宇野勝ヘディング事件」の映像などとともに放送するのが定番となり、2015年のゴールデンタイムでの放送が復活した後も毎年放送される。
なお、ロッテオリオンズで規定打席に到達した捕手は1985年の袴田が最後となる（千葉移転後は2006年に里崎智也が規定打席に初めて到達した）。
引退後はロッテで二軍バッテリーコーチ（1991年, 1995年 - 1997年, 2002年, 2012年）、一軍バッテリーコーチ（1992年 - 1994年, 2001年, 2003年 - 2009年）、チーフコーチ（2000年）、二軍総合コーチ（2010年 - 2011年）、スカウト（1998年 - 1999年）を歴任。2012年10月15日、球団から来季のコーチ契約更新はない旨を通知された。
2014年からは埼玉西武ライオンズ一軍チーフ兼バッテリーコーチに就任。ヘッドコーチ格として伊原春樹監督を支えた。伊原監督が休養後は一軍ヘッド兼バッテリーコーチに配置替えとなる。2015年10月4日に今季限りで契約満了することが通知された。
2016年より、ベースボール・チャレンジ・リーグ・武蔵ヒートベアーズのヘッドコーチに就任。2シーズン在籍し、2017年シーズン終了後に退団した。2022年に村田兆治が死去した事を受け、離島を巡る野球教室「離島甲子園」を受け継いでいた。
2024年12月28日に軽度の脳梗塞を発症し加療していたが、その後容態が急変し翌2025年2月8日に脳出血のため死去した。69歳没。訃報は同年3月31日に明らかになった。

## 選手としての特徴
ロッテ時代は村田兆治のフォークボールをノーサインで捕球し、名捕手と呼ばれた。

## 詳細情報

### 年度別打撃成績
| 年 度      | 球 団      | 試 合 | 打 席 | 打 数 | 得 点 | 安 打 | 二 塁 打 | 三 塁 打 | 本 塁 打 | 塁 打 | 打 点 | 盗 塁 | 盗 塁 死 | 犠 打 | 犠 飛 | 四 球 | 敬 遠 | 死 球 | 三 振 | 併 殺 打 | 打 率 | 出 塁 率 | 長 打 率 | O P S |
| ---------- | ---------- | ----- | ----- | ----- | ----- | ----- | -------- | -------- | -------- | ----- | ----- | ----- | -------- | ----- | ----- | ----- | ----- | ----- | ----- | -------- | ----- | -------- | -------- | ----- |
| 1978       | ロッテ     | 9     | 17    | 16    | 1     | 5     | 0        | 0        | 1        | 8     | 2     | 0     | 0        | 0     | 0     | 1     | 0     | 0     | 5     | 0        | .313  | .353     | .500     | .853  |
| 1979       | ロッテ     | 26    | 45    | 40    | 4     | 3     | 0        | 0        | 1        | 6     | 1     | 0     | 1        | 2     | 0     | 3     | 0     | 0     | 18    | 1        | .075  | .140     | .150     | .290  |
| 1980       | ロッテ     | 7     | 1     | 1     | 0     | 0     | 0        | 0        | 0        | 0     | 0     | 0     | 0        | 0     | 0     | 0     | 0     | 0     | 0     | 0        | .000  | .000     | .000     | .000  |
| 1981       | ロッテ     | 12    | 21    | 19    | 3     | 5     | 0        | 0        | 1        | 8     | 2     | 0     | 0        | 1     | 0     | 1     | 0     | 0     | 3     | 0        | .263  | .300     | .421     | .721  |
| 1982       | ロッテ     | 96    | 283   | 259   | 20    | 54    | 9        | 0        | 2        | 69    | 19    | 2     | 2        | 11    | 1     | 10    | 0     | 2     | 38    | 6        | .208  | .243     | .266     | .509  |
| 1983       | ロッテ     | 89    | 196   | 182   | 12    | 42    | 7        | 1        | 5        | 66    | 23    | 1     | 0        | 3     | 0     | 9     | 0     | 2     | 33    | 3        | .231  | .275     | .363     | .637  |
| 1984       | ロッテ     | 127   | 436   | 382   | 40    | 99    | 21       | 3        | 5        | 141   | 49    | 1     | 7        | 19    | 1     | 31    | 0     | 3     | 48    | 10       | .259  | .319     | .369     | .688  |
| 1985       | ロッテ     | 129   | 436   | 376   | 47    | 91    | 15       | 0        | 8        | 130   | 50    | 1     | 2        | 30    | 4     | 23    | 0     | 3     | 39    | 9        | .242  | .288     | .346     | .634  |
| 1986       | ロッテ     | 119   | 370   | 312   | 27    | 76    | 12       | 3        | 9        | 121   | 38    | 0     | 2        | 34    | 1     | 21    | 0     | 2     | 43    | 14       | .244  | .295     | .388     | .682  |
| 1987       | ロッテ     | 117   | 304   | 264   | 23    | 56    | 6        | 0        | 3        | 71    | 16    | 3     | 1        | 14    | 2     | 17    | 0     | 7     | 38    | 10       | .212  | .276     | .269     | .545  |
| 1988       | ロッテ     | 110   | 314   | 280   | 26    | 70    | 5        | 4        | 3        | 92    | 23    | 0     | 1        | 20    | 0     | 10    | 0     | 4     | 34    | 11       | .250  | .286     | .329     | .614  |
| 1989       | ロッテ     | 58    | 127   | 107   | 5     | 17    | 5        | 0        | 0        | 22    | 8     | 1     | 1        | 9     | 0     | 11    | 0     | 0     | 14    | 2        | .159  | .237     | .206     | .443  |
| 1990       | ロッテ     | 12    | 10    | 9     | 1     | 1     | 1        | 0        | 0        | 2     | 0     | 0     | 0        | 0     | 0     | 1     | 0     | 0     | 1     | 1        | .111  | .200     | .222     | .422  |
| 通算：13年 | 通算：13年 | 911   | 2560  | 2247  | 209   | 519   | 81       | 11       | 38       | 736   | 231   | 9     | 17       | 143   | 9     | 138   | 0     | 23    | 314   | 67       | .231  | .281     | .328     | .609  |

- 各年度の太字はリーグ最高

### 年度別守備成績
| 年 度 | 捕手 | 捕手   | 捕手   | 捕手   | 捕手   |
| 年 度 | 試合 | 企図数 | 許盗塁 | 盗塁刺 | 阻止率 |
| ----- | ---- | ------ | ------ | ------ | ------ |
| 1978  | 9    | 11     | 10     | 1      | .091   |
| 1979  | 25   | 11     | 6      | 5      | .455   |
| 1980  | 2    | 0      | 0      | 0      | .000   |
| 1981  | 9    | 8      | 5      | 3      | .375   |
| 1982  | 96   | 94     | 68     | 26     | .298   |
| 1983  | 89   | 73     | 58     | 15     | .205   |
| 1984  | 127  | 115    | 70     | 45     | .391   |
| 1985  | 129  | 112    | 81     | 31     | .277   |
| 1986  | 118  | 98     | 62     | 36     | .367   |
| 1987  | 117  | 77     | 46     | 31     | .403   |
| 1988  | 109  | 76     | 45     | 31     | .408   |
| 1989  | 58   | 43     | 30     | 13     | .302   |
| 1990  | 12   | 4      | 4      | 0      | .000   |
| 通算  | 900  | 722    | 485    | 237    | .278   |

### 記録
初記録
- 初出場：1978年5月28日、対日本ハムファイターズ前期10回戦（後楽園球場）、5回裏に榊親一に代わり捕手として出場
- 初先発出場：1978年6月6日、対南海ホークス前期11回戦（大阪スタヂアム）、8番・捕手として先発出場
- 初安打：同上、5回表に佐藤道郎から
- 初本塁打・初打点：1978年6月20日、対クラウンライターライオンズ前期11回戦（川崎球場）、2回裏に石井茂雄から2ラン
- 初盗塁：1982年4月14日、対西武ライオンズ前期4回戦（西武ライオンズ球場）、3回表に二盗（投手：松沼博久、捕手：大石友好）

その他の記録
- オールスターゲーム出場：2回 （1982年、1985年）

### 背番号
- 12（1978年 - 1990年）
- 78（1991年）
- 86（1992年 - 1994年）
- 74（1995年 - 1997年）
- 85（2000年 - 2012年）
- 81（2014年 - 2017年）

## 漫画『ドカベン』での袴田
水島新司の野球漫画『ドカベン プロ野球編』では2度大きく作品中のキャラクターにかかわっている。
1度目は明訓高校でエースであった里中智を二軍で指導し、プロで戦える体にし、新変化球スカイフォークを授けた。その後、怪我で2年目の前半戦を棒に振りつつも、オールスターで9者連続三振を達成した里中に感涙。ファームで、里中の怪我に親身になって付き合っていたことを匂わせる発言も残す。そして里中の入団3年目には、彼の先発投手への転向に助力し、同時に彼の恋女房役の瓢箪捕手の打撃力向上にも一役買っている。
その後数年は登場シーンが無かったが、『球道くん』の主人公・中西球道がロッテ入団の際に再びクローズアップされている。中西に「あの苦しみを乗り越えた」と思いをはせている姿から中西のリハビリを手伝っていたことも考えられる。
また、里中と山田太郎の妹サチ子の結婚の仲人を務めることになった。
これらに遡る明訓高校が舞台だった時期にも関わりをうかがわせる描写がある。
主人公の山田太郎たちが高校2年の時、全国大会1回戦でBT（ブルートレイン）学園と対戦したが、作中に実況アナが解説者の「袴田さん」に「BT学園とはどんな学校なのですか？」と問いかける場面がある。解説者の袴田は、「私は静岡の自動車工業高校の出身ですが、あれと同じで･･･」と答え、袴田英利の経歴と符合する。
また、この大会では山田太郎のライバルの一人、江川学院の中二美夫が怪我から再起の登板を果たし、「袴田高校」を相手に1-0の完封勝利を上げる。9回裏2死満塁のピンチに代打・英利（ひでり）を投飛に打ち取っている。

## エピソード
スポニチロッテ担当大西純一記者によると、現役時代の袴田はアルコールは飲まずにコーラで済ませていた。独立リーグ指導者時代は少しお酒を飲むようになっていた。